# ایموجی اشک شوق

ظاهر در JoyPixels نسخهٔ ۲٫۲

ایموجی اشک شوق (به انگلیسی: Face with Tears of Joy) که با نام‌های دیگری مانند ایموجی لول، ایموجی شوق، ایموجی خنده گریه و ایموجی خنده خوشحالی نیز شناخته می‌شود به حالتی است که چهره هم می‌خندد و هم گریه می‌کند. این شکلک در اینستاگرام، تلگرام، توییتر و فیسبوک بسیار کاربرد دارد.
در سال ۲۰۱۶ توییتر به مناسبت روز جهانی اموجی گزارشی را منتشر کرد و در آن به تفکیک به بررسی ایموجی‌های پرکاربرد در کشورهای مختلف و در مجموع پرداخت. این گزارش به بررسی ایموجی‌ها از میانه‌های سال ۲۰۱۵ تا نیمهٔ سال ۲۰۱۶ میلادی پرداخته‌است. براساس اطلاعات ارائه شده توسط توییتر، پرکاربردترین اموجی در میان نمونه‌های موجود، حالت صورت خنده با اشک در چشمان (اشک شوق) است.

شرکت اپل در سال ۱۳۹۶ هجری خورشیدی فهرستی از محبوب‌ترین ایموجی‌هایی که کاربران سیستم‌عامل آی‌اواس و مک از آن‌ها استفاده می‌کردند، منتشر کرد. طبق آمار منتشر شده، «صورت خندان با اشک شادی» به عنوان محبوب‌ترین و پرکاربردترین اموجی معرفی شد.

## تاریخچه توسعه
به طور کلی، توسعه ایموجی به اواخر دهه ۱۹۹۰ در ژاپن برمی گردد. دو شرکت رقیب، ان‌تی‌تی دوکومو  و گروه سافت‌بنک دو مجموعه اول ایموجی را ایجاد کردند. گروه سافت بانک در سال ۱۹۹۷ راه اندازی شد، اما به دلیل پذیرش محدود محصول، محبوبیت نداشت. اولین مجموعه محبوب توسط شیگتاکا کوریتا، کارمند ان‌تی‌تی دوکومو در سال ۱۹۹۹، پس از طراحی تصاویری برای استفاده در پیام‌های متنی، طراحی شد. مجموعه کوریتا حاوی تصاویر رنگی بود، اما هیچ یک از ۱۷۶ ایموجی نشان دهنده احساسات نبود. علی‌رغم اینکه رسانه‌ها از کوریتا به عنوان پدر شکلک یاد می‌کنند، ایموجی اشک‌های شادی را نمی‌توان به کارهای اولیه او ردیابی کرد. از آنجایی که مجموعه شکلک i-Mode DoCoMo برگرفته از سبک بصری ژاپنی است که معمولاً در مانگا و انیمه یافت می‌شود، همراه با کائوموجی، آنها نماد حالات چهره هستند. ایموجی‌پدیا در سال ۲۰۱۹ توییتی درباره این مجموعه منتشر کرد و نشان داد که چه شکلک‌هایی در سال ۱۹۹۷ در دسترس بودند. مجموعه گروه سفت‌بانک حاوی چهره‌هایی با احساس بود، اما فقط دو نفر، یکی خندان و دیگری با چهره غمگین. مجموعه ایموجی سیاه و سفید بود. جنبش لبخند دیجیتال توسط نیکلاس لوفرانی، مدیر عامل شرکت اسمایلی رهبری شد. در سال ۲۰۰۱، شرکت اسمایلی دیکشنری اسمایلی را توسعه و راه اندازی کرد. فرهنگ لغت فهرستی از احساساتی که می‌توان از آنها برای برقراری ارتباط آنلاین استفاده کرد، ارائه کرد. نوار ابزار شکلک انواع نمادها و شکلک ها را ارائه می کرد و در پلتفرم هایی مانند پیام‌رسان ویندوز لایواستفاده می شد. دیکشنری اسمایلی حاوی صدها شکلک با صورت زرد بود، از جمله شکلک خنده. این شکلک قدیمی ترین شکلک خنده شناخته شده است. نوکیا. یکی از بزرگترین شرکت های مخابراتی در سطح جهان در آن زمان، هنوز در سال ۲۰۰۱ به مجموعه های شکلک های امروزی به عنوان شکلک ها اشاره می کرد. انتشار مجموعه شکلک‌های ۶.۰ کنسرسیوم یونیکد، تولد بسیاری از شکلک‌های رسمی بود که امروزه استفاده می‌شوند، از جمله شکلک «چهره با اشک‌های شادی». با انتشار یونیکد ۶.۰ در اکتبر ۲۰۱۰ معرفی شد. یونیکد این مجموعه را در سال ۲۰۱۰ منتشر کرد، اما اپل برای اولین بار کیبورد ایموجی خود را برای بازار ژاپن توسعه داد و آن را در اولین آیفون خود در سال ۲۰۰۷ منتشر کرد. ایموجی اشک و شوق در سال ۲۰۱۱ در سراسر جهان منتشر شد، پس از به روز رسانی .آی او اس ۳ این به همراه سایر ارائه دهندگان و پلتفرم های آنلاین که مسیرهای مشابهی را با استفاده از کیبوردهای ایموجی در پیش گرفتند، به معنای رونق استفاده از ایموجی ها بود.